# Youka (chanteur)
Ne doit pas être confondu avec Youka ou Yuka (application).
Youka est un chanteur français.

## Biographie
Son père est originaire du Sénégal. D'origine franco-sénégalaise, il est originaire de Melun.
Youka commence la musique en 2019, en passant du RnB à de l'afro.
En 2024, il dévoile le remix du titre Hm Hm Hm avec le chanteur espagnol Rvfv.

## Discographie

### Singles
- 2019 : J'ai tout fait Pt. 2
- 2019 : Ne pars pas
- 2019 : Tentation
- 2019 : Ne t'approches pas
- 2019 : Vérité
- 2019 : J'ai tout fait
- 2020 : Cœur au gramme II
- 2020 : Cœur au gramme 1
- 2021 : Gars solide
- 2021 : Toxic
- 2021 : C'est pas grave
- 2021 : Mood
- 2021 : Mi amor
- 2021 : Libala
- 2021 : Jolie oh
- 2022 : Charme
- 2022 : Por Ti Pt. 2
- 2022 : Pas comme les autres
- 2022 : Je suis dans ça
- 2022 : Tout est bon
- 2022 : Bien soigné
- 2022 : J'achète
- 2023 : J'achète (feat. Jay) [Remix]
- 2023 : C'est Dar
- 2023 : Goûter
- 2023 : Toujours impliqué
- 2023 : Ma chérie
- 2023 : Location
- 2023 : Attends-moi
- 2023 : Sama Khol
- 2023 : Sénégal
- 2023 : Pilolo
- 2024 : Ouyeyeh
- 2024 : Mon ex
- 2024 : Allo (feat. Jungeli)
- 2024 : J'suis plus là (feat. LowJay & Papi)
- 2024 : Hm Hm hm Or[5]
- 2024 : Full
- 2024 : Minimum (feat. Agis ou Rêve, Kany)
- 2024 : Hm hm hm (remix, feat. Rvfv) ( Espagne: Or[6])
- 2025 : Tchoutchou (feat. Naza)
- 2025: Chill
- 2025: Chill (remix, feat. Maureen)
- 2025: Dingue ! ( feat. Jungeli)